# Ittre
Ittre (em valão: Ite, em neerlandês: Itter) é um município da Bélgica localizado no distrito de Nivelles, província de Brabante Valão, região da Valônia.